# Guido Pozzo
Guido Pozzo (ur. 26 grudnia 1951 w Trieście) – włoski duchowny katolicki, arcybiskup ad personam, jałmużnik papieski od 2012 do 2013, sekretarz Papieskiej Komisji Ecclesia Dei w latach 2009–2012 i ponownie 2013–2019.

## Życiorys
24 września 1977 otrzymał święcenia kapłańskie i został inkardynowany do diecezji Triest. Uzyskał doktorat z teologii na Papieskim Uniwersytecie Gregoriańskim. Od 1987 był pracownikiem Kongregacji Nauki Wiary.
8 lipca 2009 został mianowany przez Benedykta XVI sekretarzem Papieskiej Komisji Ecclesia Dei.
3 listopada 2012 papież Benedykt XVI powołał go na urząd jałmużnika papieskiego, kierującego Urzędem Dobroczynności Apostolskiej, podnosząc go do godności arcybiskupa tytularnego Balneoregium. Sakry biskupiej udzielił mu 17 listopada 2012 sekretarz stanu kardynał Tarcisio Bertone.
3 sierpnia 2013 papież Franciszek mianował go ponownie sekretarzem Papieskiej Komisji Ecclesia Dei.